# Gladys Kingsbury
Gladys Kingsbury (Oakland, 30 giugno 1876 – San Bernardino, 10 novembre 1958) è stata un'attrice e sceneggiatrice statunitense.

## Filmografia parziale

### Attrice
- As a Man Thinketh, regia di Frank Cooley (1914)
- Her Younger Sister, regia di Frank Cooley (1914)
- The Happier Man, regia di Frank Cooley (1915)
- The Doctor's Strategy, regia di Frank Cooley (1915)

### Sceneggiatrice
- Her Younger Sister (1914)